# Торі Келлі
Вікторія Лорен «Торі» Келлі (англ. Victoria Loren "Tori" Kelly; нар. 14 грудня 1992, Вілдомар, Каліфорнія, США) — американська поп/R&B-співачка, авторка пісень, акторка та музична продюсерка. 
Стала відомою в 14 років після завантаження відео на YouTube. У 16 років проходила прослуховування до американського реаліті-шоу American Idol. Після того як їй було відмовлено, почала працювати над власною музикою. У 2012 випустила незалежний міні-альбом «Handmade Songs by Tori Kelly», пісні якого самостійно написала, міксила та продюсувала. Наступного року після перегляду її відео на YouTube нею зацікавився Скутер Браун і незабаром став її менеджером та запросив її до лейблу Capitol Records, з яким вона підписала контракт у вересні 2013. У жовтні 2013 вийшов другий міні-альбом Келлі «Foreword». У червні 2015 вийшов її дебютний студійний альбом «Unbreakable Smile». Провідний сингл від платівки «Nobody Love» вийшов у лютому 2015 і став першою піснею співачки, який зайшов до чарту Billboard Hot 100. Келлі була номінована на нагороду Греммі на 58-й церемонії нагородження «Греммі» у категорії Best New Artist. Озвучувала сором'язливу слоненя-підлітка Міну у 3D комп'ютерно-анімаційному музично-комедійному фільмі Співай.

## Дискографія
- Unbreakable Smile (2015)
- Hiding Place (2018)

## Фільмографія
| Фільми       | Фільми                                       | Фільми     | Фільми                                             |
| Рік          | Назва                                        | Роль       | Примітки                                           |
| ------------ | -------------------------------------------- | ---------- | -------------------------------------------------- |
| 2016         | Співай                                       | Міна       | озвучування, головна роль                          |
| 2021         | Співай 2                                     | Міна       | озвучування, головна роль                          |
| Телебачення  |                                              |            |                                                    |
| Рік          | Назва                                        | Роль       | Примітки                                           |
| 2003         | Star Search                                  | Торі Келлі | учасниця                                           |
| 2004         | America's Most Talented Kid                  | Торі Келлі | учасниця                                           |
| 2010         | American Idol                                | Торі Келлі | Сезон 9                                            |
| 2015         | The Voice                                    | Торі Келлі | Радник для команди Адама (сезон 9, 10)             |
| 2016         | The Wonderful World of Disney: Disneyland 60 | Торі Келлі | Співає "The Rainbow Connection" із Kermit the Frog |
| 2016         | Beat Bugs                                    | Міллі Під  | Епізод: 24b                                        |
| 2016         | Вулиця Сезам                                 | Торі Келлі | Співає "Try a Little Kindness"                     |
| 2017–дотепер | Nationwide commercials                       | Торі Келлі |                                                    |